# Biflustra savartii
Biflustra savartii är en mossdjursart som först beskrevs av Jean Victor Audouin 1826.  Biflustra savartii ingår i släktet Biflustra och familjen Membraniporidae. Inga underarter finns listade i Catalogue of Life.